# 3350 Scobee
Scobee (asteróide 3350) é um asteróide da cintura principal, a 1,8384017 UA. Possui uma excentricidade de 0,2043384 e um período orbital de 1 282,79 dias (3,51 anos).
Scobee tem uma velocidade orbital média de 19,59461466 km/s e uma inclinação de 3,40909º.
Este asteróide foi descoberto em 8 de Agosto de 1980 por Edward Bowell.